# Вознесенский монастырь (Москва)
Вознесе́нский монасты́рь — московский женский монастырь, основанный в 1386 году Евдокией Дмитриевной — женой Дмитрия Донского. Находился около Спасской башни и почти вплотную примыкал к Кремлёвской стене. В Средние века служил местом погребения представительниц московского великокняжеского рода. Был разрушен в 1929 году.

## История

### Основание
Вознесенский монастырь был основан не позднее 1386 года и стал третьим женским монастырём в Москве после Алексеевского и Рождественского. Первая деревянная церковь монастыря — во имя Вознесения Господня — была заложена великой княгиней Евдокией Дмитриевной, женой Дмитрия Донского. Рядом с храмом находились великоняжеский дворец и терем Евдокии. В 1407 году вдовствующая Евдокия приняла постриг под именем Евфросинии. К этому моменту бывшие великокняжеские терема уже заняли кельи. В том же году Евдокия велела заложить новую каменную церковь Вознесения. Прожив в иночестве несколько недель, она скончалась и была похоронена в строящейся церкви. По преданию, у её гроба возгорались свечи и совершались исцеления. Евдокия стала считаться покровительницей Москвы, её нарекли преподобной Евфросиньей Московской.
Продолжила возведение собора Великая княгиня Софья Витовтовна, жена Василия I. Из-за московских пожаров собор строили несколько десятилетий, но он так и не был закончен. В 1467 году княгиня Мария Ярославна, вдова князя Василия II, приказала разобрать недостроенный собор, а на его месте возвести новый. Василий Ермолин, которому было поручено строительство, сохранил здание, переложив своды и облицевав стены новым кирпичом. Точного описание храма не сохранилось. Предположительно, он был сделан из белого камня с резным фасадным декором. В 1468-м каменный собор был освящён в честь Вознесения Господня митрополитом Московским Филиппом и стал усыпальницей для московских цариц. Насельницы монастыря занимались рукоделием, шили полотенца и кружева, готовили для инокинь.

### XVI век
Законченный храм неоднократно страдал от пожаров, и в 1518 году Василий III начал строительство нового каменного собора. Он был возведён на существующем фундаменте архитектором Алевизом Фрязином, окончившим к тому времени строительство одиннадцати церквей на московском посаде. По предположению историка Петра Максимова, собор был четырёхстолпным с тремя апсидами. После постройки в 1520-е годы Новодевичьего монастыря Вознесенский стали называть Стародевичьим.
В 1527 году к югу от Вознесенского собора была построена Георгиевская церковь. Она была основана на месте, где ранее стояла скульптурная икона из белого камня Георгия Змееборца. Церковь была одноглавой с тремя апсидами, фасады были разделены на прясла. В конце XVI века по приказу царя Фёдора Иоанновича собор был вновь разобран из-за ветхости и перестроен в формах Архангельского собора, как реплика. В 1550-е годы монастырь был украшен новыми иконами.
После окончания Смуты в 1613 году в Вознесенском монастыре поселилась Марфа — мать царя Михаила Фёдоровича. Над её кельей, где она прожила 18 лет, был установлен герб Русского царства.
Вознесенский монастырь пользовался особым вниманием царской семьи. Цари и царицы посещали монастырскую усыпальницу в Родительскую субботу, Прощёное воскресенье и на Пасху. Архидиакон Павел Алеппский, сын Антиохийского патриарха Макария, вспоминал:
Царь [Алексей Михайлович] обернулся к обители монахинь, что в честь Божественного Вознесения… игуменья с монахинями в это время стояла в ожидании; царь на снегу положил три поклона перед иконами, что над монастырскими вратами, и сделал поклон головой монахиням, кои отвечали ему тем же и поднесли икону Вознесения и большой чёрный хлеб, который несли двое; он его поцеловал».

### XVII—XVIII века
В начале XVII века в монастыре Мария Нагая публично признала в Лжедмитрии I своего спасшегося сына. В кельях жила до свадьбы его невеста Марина Мнишек. В обители жили и другие невесты за несколько дней до церемонии.
При Михаиле Фёдоровиче в 1617 году в юго-восточной части монастыря была построена деревянная церковь Михаила Малеина. Её перестроили в двухъярусную каменную с приделом Феодора Пергийского в 1634-м по проекту Бажена Огурцова и Семейко Белого. На верхнем этаже была устроена церковь, на нижнем — две кельи. С запада к церкви примыкала общая трапезная, над которой возвышалась колокольня с девятью колоколами.
В 1626 году в качестве придела упоминается церковь Екатерины без точного местонахождения в монастыре, а в 1686 году строится Екатерининская церковь над воротами в трапезной палате.
В конце XVII века монастырь владел 2128 дворами. В 1706—1710 годах ежегодный монастырский доход составлял 3270 рублей. Он владел также вотчинами и дворами в разных уездах: Московском (Верескино), Боровском, Владимирском, имел подворья и огороды в Москве — в Зарядье, Хамовниках и на Старой Басманной. В монастырской ризнице хранились царские дары, среди которых золотые кресты Михаила Фёдоровича и золотые сосуды Алексея Михайловича.
Под руководством архитектора Ивана Устинова в 1724 году возвели новые кельи и отремонтировали старые. В 1729-м Вознесенский собор перекрывали железом.
В начале XVIII века на Красной площади во время Вербной недели продавали искусственные веточки вербы, которые изготавливали монахини монастыря. В это время было организовано училище для знатных девушек, которых обучали грамоте, этикету, церковному пению и рукоделию.
В 1730-х годах в Вознесенском соборе были сделаны два придела: Успенский, основанный братом жены Ивана Алексеевича, и во имя иконы «Всех скорбящих Радость», устроенный императрицей Анной Иоанновной. Через семь лет монастырь пострадал в крупном пожаре, в результате выгорели церковь Михаила Малеина и колокольня. Восстановлением обители руководил архитектор Иван Мичурин.

### XIX—XX века
В 1808 году по приказу Александра I архитектор Карл Росси начал возводить новую Екатерининскую церковь на месте обветшавшей церкви святого Георгия 1527 года. Строительство было прервано войной 1812 года, через пять лет её отделку закончил архитектор Алексей Бакарев. Храм в неоготическом стиле выходил на Спасскую улицу и занимал почти всю южную сторону монастыря. Фасад представлял собой ряд крупных трёхчетвертных колонн, треугольных фронтонов, стрельчатых оконных и дверных проёмов. Он был украшен характерными для готического стиля скульптурными и орнаментальными деталями. В нём устроили два придела — Рождества Иоанна Предтечи и Иконы Казанской Богоматери.
Во время захвата Москвы французская армия разграбила монастырь и выгнала монахинь. Бо́льшую часть имущества удалось сохранить благодаря игуменье Афанасии, которая успела вывезти богатства из ризницы в Вологду. В монастыре также удалось спрятать мощи царевича Дмитрия, найденные в Архангельском соборе. После ухода армии и восстановления монастыря его заново освятили в 1814-м.
К 1894 году Вознесенский монастырь занимал площадь в 1818 квадратных сажень. В середине площади монастыря стоял Вознесенский собор, с южной стороны находилась церковь Великомученицы Екатерины, в юго-восточный углу — церковь Михаила Малеина. Все здания монастыря были покрыты железом и окрашены медянкой.
В конце XIX века монастырь относился к первому классу. Он владел 195 десятинами земли, в нём находились 62 монахини и 45 послушниц. Описание Вознесенского монастыря на 1883 год: 

Монастырь Вознесенский считается по спискам первым из женских монастырей в России. В нём числится около 40 инокинь; он славился ещё с древности рукоделием монахинь и строго держится установлений: он запирается на всю обители пристанище, выучиваются тут читать и петь на клиросах, кружева плесть и золотом вышивать. Около трехсот лет продолжают там работать искусственные цветы, листья и восковые изображения ангелов для верб.
В 1907 году в обители отмечали 500-летие со дня смерти основательницы монастыря. После богослужения состоялся крестный ход, в котором участвовала княгиня Елизавета Фёдоровна. Ко гробу Ефросинии она подарила золотую лампаду и цветочные гирлянды.

### Разрушение монастыря
Осенью 1917 года во время Октябрьской революции были разрушены стены и купола храмов. Члены Поместного собора, посетившие Кремль после обстрела, описали разрушения: 
Прежде всего, мы по пути зашли в женский Вознесенский монастырь. Здесь уже было полное разрушение. В храме Св. Великомученицы Екатерины насквозь пробита артиллерийским снарядом стена верхнего карниза и верхний свод храма.
 Вскоре монахиням велели оставить обитель. Инокини с игуменией временно поселились в церкви Лефортовской больницы. Часть икон и драгоценности они успели тайно вынести из обители и спрятать их на подворье лавры. Но ценности были найдены и отправлены в Оружейную палату, всего было изъято более 25 пудов серебра. Кельи монастыря использовались как общежитие для обслуживающего персонала Кремля. В церкви во имя святой Екатерины устроили гимнастический зал.
В 1918 году была учреждена Кремлёвская комиссия для работ по восстановлению и сохранению кремлёвских зданий. Её руководителями назначали архитекторов Ивана Рыльского и И. И. Дюмулена. В Вознесенском монастыре планировалось отремонтировать повреждения, обновить покрытия купола и штукатурки. Однако недостаточное финансирование не позволило полностью осуществить задуманное. Удалось только частично восстановить места повреждений от обстрела.
В декабре 1918 года решением комиссии по изъятию церковных ценностей главная чудотворная икона храма Вознесения Господня Богоматерь Одигитрия была передана в Мироваренную палату Патриаршего дворца, затем — в Государственный исторический музей, а в 1930-м — в Государственную Третьяковскую галерею.
В 1920 году работы по поддержанию древних зданий Кремля были остановлены. Из-за отсутствия капитального ремонта состояние зданий ухудшилось. В 1924 году в монастыре просел грунт и разрушались стены корпусов. Но восстановительных работ проведено не было.
В 1929 году на заседании архитектурно-реставрационного отделения было объявлено о готовящемся проекте строительства Военной школы. Первоначально его планировалось осуществить за Кремлёвскими казармами, которые находились около Троицкой башни. Но по итогам заседания было принято решение о строительстве школы на территории, которую занимали Малый Николаевский дворец и Вознесенский и Чудов монастыри. Пытаясь сохранить памятники от сноса, реставраторы Центральных государственных реставрационных мастерских Дмитрий Сухов и Николай Померанцев направили письмо председателю ЦИК Михаилу Калинину, в котором они обосновали сохранение памятников. Указывалось на изменение исторического облика Московского Кремля, дорогостоящий фундамент и возможное негативное влияние строительства нового здания на расположенные рядом с ним памятники. В качестве альтернативы было предложено использовать территорию Александровского сада. Однако их прошение не изменило решения о сносе. Руководителем строительства стал Иван Жолтовский, который, однако, был против сноса монастыря. Вскоре на него поступила жалоба, и его отстранили от работы.
В том же году монастырь взорвали. Благодаря Николаю Померанцеву саркофаги с останками из усыпальницы перенесли в Архангельский собор. Удалось спасти также четыре иконы — Богоматери Одигитрия, Богоматери со свечой, Никиты Новгородского, Феодосии преподобной, которые в настоящее время хранятся в Третьяковской галерее.
Архитекторы старались сделать полные обмеры зданий монастыря. Предположительно, им не было выделено достаточно времени для тщательного обследования. Об этом свидетельствуют воспоминания В. Н. Иванова: 
Мы составили план научной фиксации археологических раскопок, изъятия фрагментов, убеждая, что это все работы совершенно необходимые, что науке должны остаться хотя бы документы о памятниках, если судьба стирает их с лица земли. Но куда там, на все плевали, и лозунг „скорей, скорей“ над всем главенствовал.

Обмеры (кроки) храмов Вознесенского монастыря, выполненные советским архитектором-реставратором Петром Максимовым до разрушения монастыря в 1929 году, хранятся в Музее архитектуры имени А. В. Щусева. Эти обмеры и другие исторические документы, хранящиеся в архивах музея, вошли в книгу «Чудов и Вознесенский монастыри Московского Кремля», выпущенную в 2016 году:
Важнейшей частью издания являются обмеры монастырских построек, сделанные непосредственно перед их сносом архитектором П.Н. Максимовым.
В 1930 году было сделано несколько фотографий Кремля с воздуха, где виден масштаб снесённого.
На месте разрушенного монастыря в 1932—1934 годах построили корпус Военной школы имени ВЦИК по проекту архитектора Ивана Рерберга или Владимира Апышкова. Оно было стилизовано под кремлёвский классицизм для гармонии с соседними Сенатом и Арсеналом. Позже в здании работал Президиум Верховного Совета СССР, а затем — подразделения Администрации президента России.

## Современность
В 1990-х годах началась работа по изучению гробниц великих княгинь и цариц. Удалось обрести мощи преподобной Евфросинии Московской и восстановить по черепу скульптурный портрет Софьи Палеолог.
В 2004-м прошли исследования захоронений в подземной палате рядом с Архангельским собором. Дальнейшее изучение материалов проходило в лабораторных помещениях.
Благодаря зарисовкам архитектора Петра Максимова, сделанным в 1929-м, в музее-заповеднике «Московский Кремль» в 2011 году удалось уточнить местоположение погребений XVI века. Всего было исследовано 32 могилы, в результате чего были получены данные о внешности погребённых, наследственных патологиях и об обряде погребения. Были также отреставрированы одежда и обувь, найденные в саркофагах.
В 2014 году президент Владимир Путин предложил воссоздать исторический облик Московского Кремля и восстановить Чудов и Вознесенский монастыри. Предложение обсуждалось на встрече с мэром Москвы Сергеем Собяниным, заместителем директора Музеев Московского Кремля, специалистом по древнерусской архитектуре Андреем Баталовым, ректором Московского архитектурного института Дмитрием Швидковским и комендантом Московского Кремля Сергеем Дмитриевичем Хлебниковым. Участники высказали одобрение идее восстановления монастырей и сошлись на мнении о необходимости тщательной всесторонней проработки этого проекта. Эксперты ЮНЕСКО высказали предостережение против строительства монастырей на территории Кремля.
В 2016 году был демонтирован 14-й корпус Кремля, на открывшемся участке были проведены археологические раскопки. Впервые открылись возможности для масштабного археологического изучения такого обширного участка Кремлёвского холма и скрытых в нём пластов культурного и духовного наследия XII — начала XX веков. Исследовательские работы проводил Институт археологии РАН. В мае того же года по окончании раскопок был разбит сквер.
В Архангельском соборе Музеи Московского Кремля открыли постоянно действующую выставку, посвящённую истории Вознесенского монастыря, новый туристический маршрут, знакомящий москвичей и гостей столицы с историей разрушенных святынь.

## Вознесенский монастырь в искусстве
В 2015 году Музеи Московского Кремля сняли документальный фильм «Обитель у Спасских ворот». В фильме использованы архивные фотографии, обмеры и планы монастыря, иконы и церковная утварь, находящиеся в Музеях Московского Кремля.
Телеканал «Союз» в 2015 году снял другой документальный фильм об истории обители «Вознесенский монастырь: предания и тайны Московского Кремля». В съёмках приняли участие эксперты Сергей Девятов, заведующий кафедрой отечественной истории исторического факультета МГУ, протоиерей Алексий Ладыгин, настоятель храма преподобной Евфросинии Московской в Котловке, Борис Винников, архитектор, руководитель авторского коллектива, создавшего графическую реконструкцию Вознесенского монастыря, Наталья Шередега, заведующая отделом древнерусского искусства Государственной Третьяковской галереи, художник-реставратор Лариса Яснова и др. Текст читает телеведущая, председатель правления благотворительного фонда имени Евдокии Московской Любовь Акелина.
Третий документальный фильм «Пантеон русских цариц» в цикле «Святыни Кремля», посвящённый монастырю, был снят в 2017 году. В фильме использованы современные графические реконструкции монастыря, позволяющие представить, как выглядела обитель в разные столетия.

## Монастырские церкви

### Собор Вознесения Господня
Деревянный собор Вознесения Господня впервые построили в конце XIV века. Затем он несколько раз перестраивался, и в 1587 году был воздвигнут в камне по образу Архангельского собора. Это был четырёхстолпный крестово-купольный храм с пятью главами, над цоколем в стенах находились каменные надгробные доски, снизу фасад украшала декоративная аркада. Над алтарём располагались круглые окна. Иконостас храма, украшенный флемской резьбой, был выполнен в стиле барокко. После революции его перенесли в кремлёвский собор Двенадцати апостолов. При соборе Вознесения Господня было также устроено два придела: Всех Скорбящих Радости и Успения Богородицы.
В ризнице собора хранились драгоценный вклады XVII—XVIII веков. Среди них два Евангелия, украшенные драгоценными камнями, Смоленская икона Божией Матери, шитая золотом и серебром, два напрестольных золотых креста, пожертвованные царём Михаилом Фёдоровичем.
Святыней храма был образ Божией Матери Одигитрии. По преданию, она была спасена великой княгиней Евдокией во время нашествия Тохтамыша на Москву в 1382 году. Через сто лет икона пострадала при пожаре, и иконописец Дионисий написал на уцелевшей доске новый образ Богоматери. В церковные праздники икону выносили навстречу царю и патриарху для преклонения. В настоящее время образ хранится в Третьяковской галерее.

### Церковь во имя святого Михаила Малеина
В юго-восточном углу Вознесенского монастыря стоял каменный храм Михаила Малеина с придельным храмом во имя Святого мученика Фёдора Пергийского. В нём хранились иконы Преподобного Михаила Малеина, Покрова Божией Матери. Иконостас церкви был деревянный, украшенный резьбой.
В трапезной находилась икона Господа Вседержителя. В храме хранилась в качестве киотной иконы скульптура Георгия Победоносца, выполненная Василием Ермолиным для украшения Спасских ворот. После снятия с башни скульптуру разместили в храме святого Георгия, перешедшим к этому времени в ведение Вознесенского монастыря. В 1808 году он был разобран и на его месте заложена новая церковь, а скульптуру перенесли в церковь во имя преподобного Михаила Малеина. В настоящее время она хранится в Третьяковской галерее.

### Храм во имя святой великомученицы Екатерины
Первый трапезный храм Святой Екатерины был построен в середине XVI века, затем в 1686 — каменный. При постройке новой каменной Екатерининкой церкви на другом месте в 1808—1817 годах использовались фрагменты разобранного Николо-Гостунского собора, стоявшего в 50 метрах от церкви и снесённого за ветхость в 1817 году. Считается, что церковь возводил итальянский архитектор Карл Росси.
Южная стена храма выходила на площадь перед Спасскими воротами, северная — на монастырский дворик. Это был высокий белокаменный храм с ребристым куполом в готическом стиле и окнами, сделанных в форме стрельчатых арок. Над крышей находились пинакли и фиалы. В конце XIX века в нём установили мраморный иконостас. В храме было устроено два придела: южный — во имя Казанской иконы Божией Матери, северный — в честь Рождества Иоанна Предтечи.
- Церковь Михаила Малеина, рис.конца XIX в.
- Колокольня и церковь Михаила Малеина со двора, 1914 год
- Вид двора Вознесенского монастыря, начало XX века
- В церкви Св. Екатерины, 1890-е годы
- Рака с мощами преп.Евфросинии в Вознесенском соборе, 1890-е годы
- Вид на Святые ворота со двора (слева вход в церковь Св.Екатерины), около 1915 года
- Иконостас Вознесенского собора (перенесённый в храм Двенадцати апостолов), 1929 год

## Игуменьи монастыря
- Игумения Венедикта, умерла 24 мая 1571 года
- Игумения Леонида
- Игумения Маремиана (Мариамна) Воронова, умерла 1 декабря 1617 года
- Игумения Евфимия (Полтева), 1622—1629
- Игумения Марфа (Колычева), 1629—1636
- Игумения Анастасия (Сабурова), 1637—1645
- Игумения Варсанофия (Тиринова), 1646—1648
- Игумения Александра (Ромодановская), 1649—1651
- Игумения Александра (Кикина), 1652—1654
- Игумения Мариамна (Толстых), апрель — июль 1655 года
- Игумения Евфимия (Овцына), 1657—1659
- Игумения Мариамна (Пальчикова), 1660—1666
- Игумения Иринарха (Тимирязева), 1666—1673
- Игумения Феофания (Пашкова), 1673—1685
- Игумения Варсанофия (Бутурлина), 1685—1709
- Игумения Евдокия (Челищева), 1710—1718
- Игумения Венедикта (Даниловна Пушкина), 1718—1730
- Игумения Евстолия Ивановна (Ладыгина), 1730—1740
- Игумения Елена (Ивановна Ржевская), 1740—1756
- Игумения Анфия (Тимофеевна Киреевских), 1756—1772
- Игумения Епафродита (Милюкова), 1772—1794
- Игумения Трифена (Слепцова), 1794—1819
- Игумения Афанасия (Ивановна Черкасова), 1820—1861
- Игумения Паисия (Нудельская), 1861—1871
- Игумения Сергия (Урусова), 1871—1884
- Игумения Рафаила (Ровинская), 1884—1887
- Игумения Серафима, 1887—1893
- Игумения Евгения (Виноградова), 1893—1922[44]

## Некрополь
Вознесенский собор с момента основания служил усыпальницей для женщин из великокняжеской и царской семей. У южной стены хранились мощи преподобной Евдокии в серебряной раке, Марии Милославской, Натальи Нарышкиной и другие. У северной стены были погребены опальные княгини, среди них Елена Волошанка и Евфросинья Старицкая. Последнее погребение состоялось в 1731 году, когда умерла царевна Прасковья Иоанновна, дочь царя Ивана Алексеевича. Покойных хоронили в льняных рубашках и шёлковых сарафанах. Историк Сергей Соловьёв писал, что государи после пасхального богослужения сперва шли в Вознесенский собор — поклониться гробу матери, а затем в Архангельский, к гробу отца. При разборке храма в 1929 году было найдено около 70 захоронений. В настоящее время они находятся в подземелье Архангельского собора.

## Современный вид территории
- Кустарник повторяет очертания Вознесенского собора Вознесенского монастыря, 2016 год
- Сквер на месте Вознесенского и Чудова монастырей в Московском Кремле, 2016 год
- Вид на соборы Московского Кремля и сквер на месте Вознесенского и Чудова монастырей, 2016 год
- Клумба на месте храма великомученицы Екатерины рядом со Спасской башней, 2016 год
- Благоустройство территории сквера на месте церкви преподобного Михаила Малеина, 2016 год
- Заснеженный сквер на месте Вознесенского монастыря. Вид на соборы Московского Кремля, 2016 год